# Devil's Dust
Devil's Dust, es una miniserie dramática australiana estrenada el 11 de noviembre del 2012 por medio de la cadena ABC, que finalizó sus transmisiones el 12 de noviembre del mismo año.

## Historia
La serie sigue a Bernie Banton y cómo este hombre relata la tragedia de muchos trabajadores australianos y sus familias que fueron afectados por asnestosis y mesotelioma durante la extracción y procesamiento del polvo de amianto. Bernie decide tomar acciones legales en contra del fabricante James Hardie después de contraer cáncer por trabajar durante años con el amianto. Banton observó como varios de sus compañeros de trabajo y hermano murieron debido a enfermedad causada por el amianto.
Por otro lado Adam Bourke se ve obligado a cuestionar su moralidad cuando descubre que James Hardie una de las compañías más exitosas y respetadas de Australia en donde trabaja como miembro de relaciones públicas ha creado un producto que puede causar la muerte de miles de personas.
Mientras tanto el periodista investigador Matt Peacock decide escribir acerca de la pelea de Bernie y cómo este lucha por la indemnización de las víctimas.

## Personajes
| Actor              | Personaje      | Trabajo    | N.º de episodios | Duración |
| ------------------ | -------------- | ---------- | ---------------- | -------- |
| Anthony Hayes      | Bernie Banton  | -          | 2                | 2012     |
| Don Hany           | Adam Bourke    | -          | 2                | 2012     |
| Ewen Leslie        | Matt Peacock   | Periodista | 2                | 2012     |
| Alexandra Schepisi | Karen Banton   | -          | 2                | 2012     |
| Josef Ber          | Ted Banton     | -          | 2                | 2012     |
| Daniel Henshall    | Jock           | -          | 2                | 2012     |
| Greg Stone         | Peter McDonald | -          | 2                | 2012     |

### Otros Personajes
| Actor              | Personaje         | Trabajo | N.º de episodios | Duración |
| ------------------ | ----------------- | ------- | ---------------- | -------- |
| Khan Chittenden    | Bruce Banton      | -       | 2                | 2012     |
| Katherine Hicks    | Janis Banton      | -       | 2                | 2012     |
| Kim Knuckey        | Albert Banton     | -       | 2                | 2012     |
| Joel Barker        | Dean Banton       | -       | 2                | 2012     |
| Denise Kirby       | Edith Banton      | -       | 2                | 2012     |
| Marta Dusseldorp   | Meredith Hellicar | -       | 2                | 2012     |
| Paul Ireland       | Terry McCullagh   | Doctor  | 2                | 2012     |
| Laurence Coy       | Ted Heath         | -       | 2                | 2012     |
| Henry Nixon        | Bob Debus         | -       | 2                | 2012     |
| Drew Forsythe      | Bob Carr          | -       | 2                | 2012     |
| John Batchelor     | Jack Rush, QC     | -       | 2                | 2012     |
| William Zappa      | Roger Wilkins     | -       | 2                | 2012     |
| Christopher Morris | Peter Shafron     | -       | 2                | 2012     |
| Jane Allsop        | Eva Francis       | -       | 2                | 2012     |
| Pip Miller         | John Reid         | -       | 2                | 2012     |
| Mirrah Foulkes     | Rebecca Bourke    | -       | 2                | 2012     |
| Paul Gleeson       | Trevor Jones      | -       | 2                | 2012     |

## Premios y nominaciones
| Año  | Categoría                                 | Premio                      | Nominado (a)                      | Resultado |
| ---- | ----------------------------------------- | --------------------------- | --------------------------------- | --------- |
| 2013 | Best Music for a Mini-Series or Telemovie | Screen Music Award          | Matteo Zingales                   | pendiente |
| 2013 | Televisión: Mini Series Original          | AWGIE Award                 | Kris Mrksa                        | Nominado  |
| 2013 | Best Direction in a TV Mini Series        | Australian Director's Award | Jessica Hobbs                     | Ganó      |
| 2013 | Most Outstanding Actor                    | Silver Logie Award          | Anthony Hayes                     | Ganó      |
| 2013 | Best Lead Actor in a Televisión Drama     | AACTA Award                 | Anthony Hayes                     | Nominado  |
| 2013 | Best Telefeature or Mini Series           | AACTA Award                 | Antonia Barnard & Stephen Corvini | Nominados |

## Producción
La miniserie fue dirigida por Jessica Hobbs y producida por Antonia Barnard y Stephen Corvini.